# Kreis Sprottau

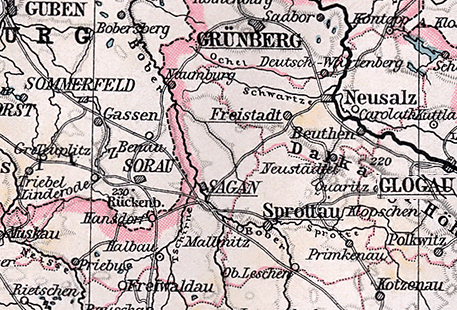
Die Kreise Sprottau und Sagan 1905

Der Kreis Sprottau war ein preußischer Landkreis in Schlesien. Er bestand von 1742 bis 1945. Auf seinem früheren Territorium befinden sich heute die polnischen Powiate Żagański und Polkowicki.

## Verwaltungsgeschichte

### Königreich Preußen
Nach der Eroberung des größten Teils von Schlesien durch Preußen im Jahre 1741 wurden durch die königliche Kabinettsorder vom 25. November 1741 in Niederschlesien die preußischen Verwaltungsstrukturen eingeführt. Dazu gehörte die Einrichtung zweier Kriegs- und Domänenkammern in Breslau und Glogau sowie deren Gliederung in Kreise und die Einsetzung von Landräten zum 1. Januar 1742.
Die Verwaltung erwirkte 1751 durch sogenannte Designationslisten eine Planung der Bevölkerung und ihre Wehrfähigkeit in den Ortschaften. Die Planungen der friderizianischen Kolonien wurde erst ein Jahrzehnt später veranlasst.
| Ort               | Bürger u. Bauern | Gärtner | Pferde |
| ----------------- | ---------------- | ------- | ------ |
| Primkenau         | 107              | 5       | 9      |
| Krampf            | 12               | 21      | 24     |
| Karpfreiss        | -                | 18      | -      |
| Lauterbach        | 10               | 32      | 20     |
| Petersdorf        | 7                | 38      | 14     |
| Nieder Leschen    | 6                | 25      | 6      |
| Ober Leschen      | 3                | 25      | 5      |
| Klein Gläsersdorf | 8                | 10      | 16     |

Im Fürstentum Glogau wurden aus den sechs bestehenden alten schlesischen Weichbildern Freystadt, Glogau, Grünberg, Guhrau, Schwiebus und Sprottau preußische Kreise gebildet. Als erster Landrat des Kreises Sprottau wurde Heinrich Friedrich von Logau und Altendorff eingesetzt. Der Kreis unterstand der Kriegs- und Domänenkammer Glogau, aus der im Zuge der Stein-Hardenbergischen Reformen 1815 der Regierungsbezirk Liegnitz der Provinz Schlesien hervorging.
Bei der Kreisreform vom 1. Januar 1820 im Regierungsbezirk Liegnitz erhielt der Kreis Sprottau vom Kreis Sagan die Orte Girbigsdorf, Kunzendorf, Reußenfeldau, Rückersdorf und Wittgendorf sowie vom Kreis Freystadt die Orte Alt Gabel, Buckwitz, Kalten Briesnitz, Milckau, Neu Gabel und Suckau. Der Kreis Sprottau seinerseits gab den Ort Wengeln an den Kreis Lüben ab.

### Norddeutscher Bund / Deutsches Reich
Seit dem 1. Juli 1867 gehörte der Kreis zum Norddeutschen Bund und ab dem 1. Januar 1871 zum Deutschen Reich.
Zum 8. November 1919 wurde die Provinz Schlesien aufgelöst. Aus den Regierungsbezirken Breslau und Liegnitz wurde die neue Provinz Niederschlesien gebildet.
Zum 30. September 1928 fand im Kreis Sprottau entsprechend der Entwicklung im Übrigen Freistaat Preußen eine Gebietsreform statt, bei der nahezu alle Gutsbezirke aufgelöst und benachbarten Landgemeinden zugeteilt wurden.
Zum 1. Oktober 1932 trat der größte Teil des aufgelösten Kreises Sagan zum Kreis Sprottau. Am 25. November wurde die Stadt Sagan zum neuen Verwaltungssitz des Kreises Sprottau bestimmt.
Am 3. Januar 1936 entstand im Sprottebruch auf dem Gebiet der Gemeinde Langen das neu gegründete Erbhöfedorf Hierlshagen, benannt nach dem Reichsarbeitsdienstführer Konstantin Hierl.
Am 1. April 1938 wurden die preußischen Provinzen Niederschlesien und Oberschlesien zur neuen Provinz Schlesien zusammengeschlossen.
Zum 18. Januar 1941 wurde die Provinz Schlesien erneut aufgelöst. Aus den Regierungsbezirken Breslau und Liegnitz wurde die neue Provinz Niederschlesien gebildet.
Im Frühjahr 1945 wurde das Kreisgebiet von der Roten Armee besetzt. Im Sommer 1945 wurde das Kreisgebiet von der sowjetischen Besatzungsmacht gemäß dem Potsdamer Abkommen unter polnische Verwaltung gestellt. Im Kreisgebiet begann daraufhin der Zuzug polnischer Zivilisten, die zum Teil aus den an die Sowjetunion gefallenen Gebieten östlich der Curzon-Linie kamen. In der Folgezeit wurde die deutsche Bevölkerung größtenteils aus dem Kreisgebiet vertrieben.

## Einwohnerentwicklung
| Jahr | Einwohner | Quelle |
| ---- | --------- | ------ |
| 1795 | 19.463    | [ 10 ] |
| 1819 | 19.819    | [ 11 ] |
| 1846 | 32.415    | [ 12 ] |
| 1871 | 33.697    | [ 13 ] |
| 1885 | 35.827    | [ 14 ] |
| 1900 | 39.042    | [ 15 ] |
| 1910 | 39.882    | [ 15 ] |
| 1925 | 40.287    | [ 16 ] |
| 1939 | 96.255    | [ 16 ] |

## Landräte
1742–175200Heinrich Friedrich von Logau und Altendorff
1756–177300Carl Christian Heinrich von Logau und Altendorff
1779–179900Ernst Ludwig Heinrich von Eckartsberg
1801–180600Caspar Adolf Erdmann von Knobelsdorff
1811–183100Kaspar von Knobelsdorff
1831–185700Alexander Maximilian von Schkopp
1857–186900Robert von Reder († 1869)
1869–187700Hans von Kanitz (1841–1913)
1877–189000Günther von Dallwitz (1838–1910)
1890–191000Henning von Klitzing
1910–191900Wilhelm von Kottwitz
19190000000Eichert (kommissarisch)
1920–192500Karl Dietrich
1925–193200Hermann Kranold
1932–193300Oskar von Bezold
1933–194500Hans Walter Friederici
1939–194500Hans Riek (vertretungsweise)

## Kommunalverfassung
Der Kreis Sprottau gliederte sich seit dem 19. Jahrhundert in Städte, in Landgemeinden und Gutsbezirke.
Mit Einführung des preußischen Gemeindeverfassungsgesetzes vom 15. Dezember 1933 gab es ab dem 1. Januar 1934 eine einheitliche Kommunalverfassung für alle preußischen Gemeinden. Mit Einführung der Deutschen Gemeindeordnung vom 30. Januar 1935 trat zum 1. April 1935 im Deutschen Reich eine einheitliche Kommunalverfassung in Kraft, wonach die bisherigen Landgemeinden nun als Gemeinden bezeichnet wurden. Seit 1881 galt die Kreisordnung für die Provinzen Ost- und Westpreußen, Brandenburg, Pommern, Schlesien und Sachsen vom 19. März 1881.

## Gemeinden
Der Kreis Sprottau umfasste zuletzt drei Städte und 102 Landgemeinden:
| - Altgabel - Altkirch - Armadebrunn - Baierhaus - Bergisdorf - Boberwitz - Bockwitz - Brennstadt - Briesnitz - Buchwald b. Sagan - Burau - Charlottenthal - Dittersbach - Dittersdorf - Dober-Pause - Ebersdorf - Eckartswaldau - Eckersdorf - Eisenberg - Freiwaldau - Gießmannsdorf - Girbigsdorf - Gladisgorpe - Gräflich Zeisau - Greisitz - Groß Selten - Halbau | - Hammerfeld - Hansdorf - Hartau - Hermsdorf b. Sagan - Hertwigswaldau - Hirschfeldau - Hirtenau - Hirtendorf - Johnsdorf - Kalkreuth - Kaltdorf - Kaltenbriesnitz - Karpfreiß - Klein Gläsersdorf - Klein Heinzendorf - Klein Kothau - Klein Polkwitz - Klein Selten - Klix - Kortnitz - Krampf - Kunau - Kunzendorf - Küpper b. Sagan - Küpper b. Sprottau - Langen - Langheinersdorf | - Leuthen - Liebichau - Liebsen - Lipschau-Dohms - Loos - Machenau - Mallmitz - Mednitz - Merzdorf b. Sagan - Metschlau - Milkau - Neue Forst, Kolonie - Neugabel - Neuhammer - Neuhaus - Nieder Gorpe - Nieder Hartmannsdorf - Niederleschen - Nieder Zauche - Nikolschmiede - Ober Hartmannsdorf - Ober Leschen - Ottendorf - Petersdorf b. Karpfreiß - Petersdorf b. Sagan - Primkenau, Stadt - Qumälisch | - Rengersdorf - Reuthau - Rückersdorf - Sagan, Stadt - Schadendorf - Schönbrunn - Schönthal - Sichdichfür - Silber - Sprottau, Stadt - Sprottischwaldau - Suckau - Tschiebsdorf - Wachsdorf - Waltersdorf - Weißig - Wichelsdorf - Wiesau - Wittgendorf - Wolfersdorf - Wolfsdorf - Zeipau - Zeisdorf - Zirkau |

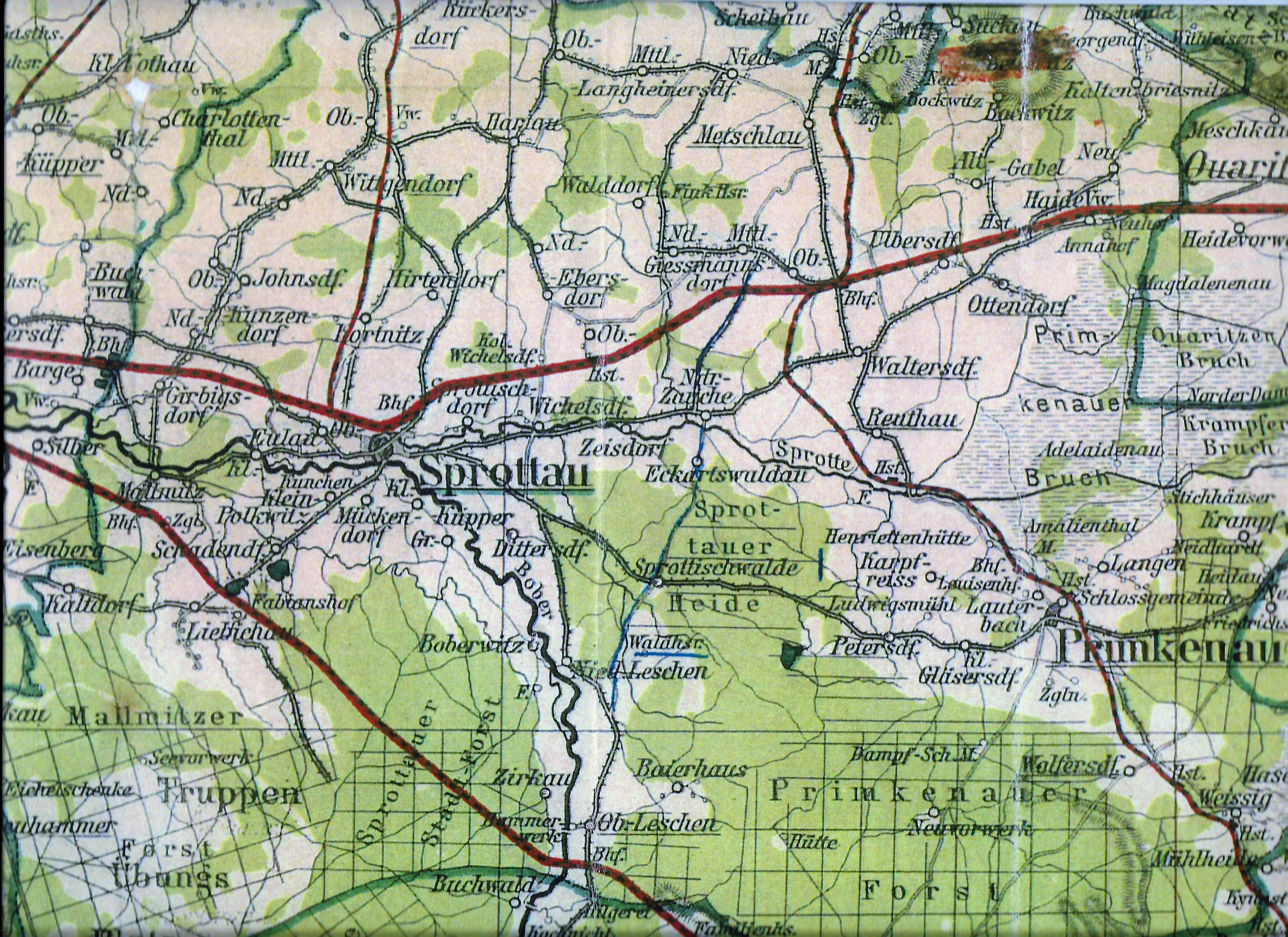
Umgebung des Kreises Sprottau um 1910

Zum Kreis gehörten außerdem die unbewohnten Gutsbezirke Forst Klitschdorf-Wehrauer Heide, Forst Neuvorwerk, Forst Saganer Heide und Truppenübungsplatz Neuhammer.
Ehemalige Gemeinden
- Groß Eulau, am 1. April 1929 zu Rückersdorf
- Haselbach, am 1. Juli 1929 zu Klein Heinzendorf
- Herzoglich Zeisau, am 1. April 1938 zu Neuhammer
- Klein Eulau, am 1. April 1923 zu Eulau
- Koberbrunn, 1900 für den Truppenübungsplatz Neuhammer aufgelöst
- Lauterbach, am 1. Juli 1929 zu Primkenau
- Mückendorf, am 30. September 1928 zu Sprottau
- Neuvorwerk, am 1. April 1938 zum Forstgutsbezirk Neuvowerk
- Nieder-Buchwald, am 1. April 1935 Buchwald
- Ober-Buchwald, am 1. April 1935 Buchwald
- Reußenfeldau, am 1. April 1929 zu Rückersdorf
- Sprottischdorf, am 30. September 1928 zu Sprottau
- Walddorf, am 1. Juli 1929 zu Gießmannsdorf

## Ortsnamen
Zwei Gemeinden wurden in den 1930er Jahren umbenannt:
- Puschkau → Hirtenau
- Tschirndorf → Hammerfeld